# Черри, Эднер
Эднер Черри (англ. Edner Cherry; 21 июля 1982 года) — багамсий боксёр-профессионал, выступающий в 1-й полусредней весовой категории.

## Биография

### 2001—2006
Дебютировал в апреле 2001 года.

### 17 февраля2007Пол Малиньяджи —Эднер Черри
- Место проведения:  Хаммерстейн Болрум, Нью-Йорк, Нью-Йорк (штат), США
- Результат: Победа Малиньяджи единогласным решением в 10-раундовом бою
- Статус:  Рейтинговый бой
- Рефери: Пит Сантяьго
- Счет судей: Стив Эпстейн (100—90), Том Казмарек (98—92), Билл Костелло (98—92) — все в пользу Малиньяджи
- Вес: Малиньяджи 66,50 кг; Черри 66,70 кг
- Трансляция: HBO BAD
- Счёт неофициального судьи: Харольд Ледерман (99—91 Малиньяджи)

В июне 2007 года Эднер Черри встретился с Полом Малиньяджи. Малиньяджи превосходил своего противника в скорости и точности ударов. Он победил по очкам единогласным решением судей.

### 13 сентября2008Тимоти Брэдли —Эднер Черри
- Место проведения:  Бю Ривейдж Ресорт энд Касино, Билокси, Миссисипи, США
- Результат: Победа Брэдли единогласным решением в 12-раундовом бою
- Статус: Чемпионский бой за титул WBC в 1-м полусреднем весе (1-я защита Брэдли)
- Рефери: Гэри Риттер
- Счёт судей: Билл Клэнси (118—109), Дэвид Таранто (117—110), Реймонд Уайт (119—109) — все в пользу Брэдли
- Вес: Брэдли 63,4 кг; Черри 63,2	кг
- Трансляция: Showtime
- Счёт неофициальных судей: Лайл Фицзимонс (118—109), Джеймс Джонс (118—109), Джордж Кимбэлл (118—109) — все в пользу Брэдли

В сентябре 2008 года Черри вышел на ринг против чемпиона мира в 1-м полусреднем весе по версии WBC Тимоти Брэдли. Чемпион контролировал ход поединка: он быстрее двигался и точнее бил. В середине 8-го раунда Брэдли пробил правый кросс в бороду. Черри упал, но сразу же поднялся. Чемпион попытался добить противника, но багамец смог отбегаться. По итогам 12-ти раундов судьи с большим преимуществом отдали Брэдли победу.